# Diana de Vere
Diana de Vere, duchesse de St Albans (c. 1679–15 janvier 1742) est une aristocrate britannique. Elle est la maîtresse de la garde-robe de Caroline, princesse de Galles, de 1714 à 1717. Elle est aussi l'un des Beautés de Hampton Court de Marie II d'Angleterre.

## Famille
Elle est la fille d'Aubrey de Vere (20e comte d'Oxford) et de Diana Kirke. Le 17 avril 1694, elle épouse le 1er duc de Saint-Albans, fils illégitime du roi Charles II et de sa maîtresse Nell Gwynne, après quoi Diana devient Duchesse de St Albans. Ils ont 12 enfants :
- Charles Beauclerk (2e duc de Saint-Albans) (6 avril 1696 - 27 juillet 1751)
- Diana Beauclerk (née vers 1697)
- William Beauclerk (22 mai 1698 - 23 février 1732/33)
- Vere Beauclerk (1er baron Vere) de Hanworth (14 juillet 1699 - 21 octobre 1781)
- Henry Beauclerk (11 août 1701 - 5 janvier 1761)
- Sidney Beauclerk (27 février 1703 - 23 novembre 1744)
- George Beauclerk (26 décembre 1704 - 11 mai 1768)
- Seymour Beauclerk (né le 24 juin 1708)
- Lord James Beauclerk (c 1709 - 20 octobre 1787), Évêque de Hereford
- Aubrey Beauclerk (1710-1741) (1710 - 24 février 1740)
- Mary Beauclerk (née vers 1713)
- Anne Beauclerk (née vers 1716)[1]